# ميلة
ميلة هي مدينة من شمال شرق الجزائري، والمدينة الرئيسية في ولاية ميلة. كانت تعرف باسم ميليفيوم (باللاتينية: Milevium) خلال فترة حكم الإمبراطورية الرومانية لنوميديا.

## الموقع الجغرافي للولاية
تحدها الولايات التالية:
- من الشرق: ولاية قسنطينة
- من الغرب: ولاية سطيف
- من الشمال: ولاية جيجل
- من الشمال الشرقي: ولاية سكيكدة
- من الجنوب: ولاية باتنة

أحد احياء بلدية زغاية

- ومن الجنوب الشرقي: ولاية أم البواقي

## أحياء المدينة
- موزينا المعروف ب «لازون» من أبرز الأحياء الواقعة بوادي العثمانية الطريق الوطني 5 المنطقة الصناعية ولاية ميلة الجزائر وهو حي كبير يقطن به عدد كبير من السكان. التعريف بموزينا

جغرافيا ينحصر حي مزينا بين غابة جبال قروز والمزرعة الكبرى وسد قروز. وأبرز المصانع هو مصنع الخشب ومصنع الحليب ميلالي. ويتميز حي موزينا بعدة مرافق فهو حي شعبي بولاية ميلة أولها النادي الرياضي موزينا لازون ويملك أيضا أكبر مصنع خشب في ولاية ميلة بفضل موقع الخي الذي يعبر به أهم طريق في الجزائر وهو الطريق الوطني رقم 5 ويقع الحي أيضا بالمنطقة الصناعية بوادي العثمانية المعروفة باسم لازون ويملك الحي أيضا ملبة ميلالي المؤسسة حديثا ويملك أكبر مرآب لإصلاح اسيارات والمحركات.

## سكان الولاية
| ذكور   | فئة عمرية     | إناث   |
| ------ | ------------- | ------ |
| 1٬314  | 85 سنة وأكثر  | 1٬377  |
| 2٬095  | 80 إلى 84 سنة | 1٬955  |
| 3٬847  | 75 إلى 79 سنة | 3٬712  |
| 5٬756  | 70 إلى 74 سنة | 5٬432  |
| 6٬768  | 65 إلى 69 سنة | 7٬108  |
| 8٬274  | 60 إلى 64 سنة | 8٬284  |
| 11٬829 | 55 إلى 59 سنة | 11٬356 |
| 14٬836 | 50 إلى 54سنة  | 14٬891 |
| 18٬908 | 45 إلى 49 سنة | 19٬307 |
| 21٬232 | 40 إلى 44 سنة | 21٬716 |
| 22٬947 | 35 إلى 39 سنة | 23٬635 |
| 28٬670 | 30 إلى 34 سنة | 28٬796 |
| 37٬709 | 25 إلى 29 سنة | 36٬601 |
| 45٬801 | 20 إلى 24 سنة | 44٬555 |
| 46٬635 | 15 إلى 19 سنة | 45٬842 |
| 40٬473 | 10 إلى 14 سنة | 38٬886 |
| 32٬225 | 5 إلى 9 سنوات | 31٬184 |
| 37٬192 | 0 إلى 4 سنوات | 35٬509 |
| 79     | غير معروف     | 149    |

## أعلام
- عبد الحفيظ بوصوف
- شايبي لخضر
- نبيل باز
- شريف سيد كارا
- عباس بن الشيخ الحسين
- لخضر بن طوبال